# Diplostephium asplundii
Diplostephium asplundii é uma espécie de planta com flor da família Asteraceae.
É encontrada apenas no Equador e em duas regiões isoladas, uma sendo na província de Loja e a outra no Parque Nacional Llanganates.
Os seus habitats naturais são as regiões subtropicais ou tropicais úmidas de alta altitude e matagal tropical ou subtropical de alta altitude.
Está ameaçada por perda de habitat.